# Annie Brewster
Pour les articles homonymes, voir Brewster.
Annie Brewster (1858-1902) est une infirmière britannique, née à Saint Vincent dans les Petites Antilles et morte à Londres. Elle est infirmière au Royal London Hospital de 1881 à 1902 et est connue comme l'une des premières infirmières afro-caribéennes travaillant en Angleterre pendant cette période.

## Biographie
Annie Catherine Brewster est née sur l'île de Saint Vincent dans les Petites Antilles, en 1858. Son père, Pharour Chaderton Brewster, est un marchand de la Barbade qui s'est installé dans le sud de Londres dans les années 1860 avec sa famille, dont Annie et sa sœur cadette, Laura. La famille vit à Grove Vale, Dulwich, dans le sud de Londres. Le père d'Annie se remarie, puis s'installe à New York en 1893.
Annie Brewster quant à elle entre en 1881 au Royal London Hospital à Whitechapel en tant qu'infirmière en formation, elle est recrutée par Eva Luckes (en), alors surintendante du service infirmier. Elle est titularisée en 1884, et poursuit sa carrière à l'hôpital, où elle est promue infirmière responsable des services ophtalmiques en 1888,.
Annie meurt à l'âge de 43 ans à l'hôpital de Londres le 11 février 1902, des suites d'une opération. Elle est inhumée au cimetière municipal de Londres (en) à Newham,. L'hôpital de Londres finance la pierre tombale de sa sépulture.

## Hommages et postérité
Le 17 novembre 2018, Annie Brewster était l'une des personnalités dont les photographies sont projetées sur la façade de l'ancien bâtiment du Royal London Hospital à Whitechapel pour marquer le 70e anniversaire du National Health Service.